# Аплазия клеток Лейдига
Аплазия клеток Лейдига (или гипоплазия клеток Лейдига) — редкий аутосомно-рецессивный генный и эндокринный синдром, встречающийся примерно с частотой 1 на 1 000 000 генетических мужчин. Он характеризуется неспособностью организма реагировать на лютеинизирующий гормон (ЛГ), гонадотропин, который обычно отвечает за передачу сигналов клеткам Лейдига для выработки тестостерона и других андрогенных половых гормонов. Это состояние проявляется в виде гениталий промежуточного типа, гипергонадотропного гипогонадизма (снижения или отсутствия выработки половых стероидов гонадами, несмотря на высокий уровень гонадотропинов в крови), частичное или отсутствующее половое созревании (отсутствие развития вторичных половых признаков, что приводит к сексуальному инфантилизму), и бесплодие.
Гипоплазия клеток Лейдига не возникает у биологических женщин, поскольку у них нет ни клеток Лейдига, ни яичек. Однако причина этого состояния у мужчин — нечувствительность к лютеинизирующему гормону, влияет и на женщин, поскольку гормон ЛГ играет роль в женской репродуктивной системе, это может привести к первичной аменорее или олигоменорее (отсутствующим или уменьшенным менструациям), бесплодию из-за ановуляции, и кистам яичников.
Родственным состоянием является нечувствительность к фолликулостимулирующему гормону (ФСГ), которое проявляется симптомами, сходными с симптомами гипоплазии клеток Лейдига, но с обращенными симптомами у соответствующих полов (то есть гипогонадизм и сексуальный инфантилизм у женщин и только проблемы с фертильностью у мужчин). Несмотря на сходные причины, нечувствительность к ФСГ встречается значительно реже по сравнению с нечувствительностью к ЛГ.

## Симптомы
Симптомы гипоплазии клеток Лейдига включают гениталии промежуточного типа (например, микропенис, сильная гипоспадия) или полностью женский фенотип гениталий и/или крипторхизм, гипергонадотропный гипогонадизм (гипогонадизм, несмотря на высокий уровень гонадотропинов), задержка, нарушение или полное отсутствие полового созревания с ассоциированным снижением или полным отсутствием развития вторичных половых признаков (сексуальный инфантилизм), нарушение фертильности или полная стерильность, высокий рост (из-за отсроченного эпифизарного закрытия), евнухоидные скелетные пропорции, отсроченное или отсутствующее созревание кости и остеопороз.

## Причины
Гипоплазия клеток Лейдига вызвана генетическими мутациями в гене LHCGR , который кодирует рецептор LH/hCG. ЛГ обычно действует через рецептор LH/hCG, что стимулирует рост клеток Лейдига в яичках и выработку андрогенов, таких как тестостерон и дигидротестостерон этими клетками. Однако, при гипоплазии клеток Лейдига, рецептор LH/hCG снижает способность реагировать на LH. Это приводит к гипоплазии или отсутствию клеток Лейдига, атрофии яичек и снижению уровня андрогенов по сравнению с нормой. В наиболее сильной форме состояния, при котором полностью отсутствует реакция клеток Лейдига на ЛГ, выработка андрогенов яичками практически отсутствует, а вторичные половые признаки полностью не развиваются в период полового созревания.

## Диагностика
Поскольку клетки Сертоли не страдают от гипоплазии клеток Лейдига, антимюллеров гормон секретируется нормально, поэтому мюллеровых структур у таких людей нет. Вольфовы структуры, такие как предстательная железа, семявыносящий проток и эпидидимиды, присутствуют. При I типе аплазии клеток Лейгида яички находятся в брюшной полости и выявляются при УЗИ; при II типе крипторхизм может как присутствовать, так и нет.
У людей с гипоплазией клеток Лейдига типа I не наблюдается ответа на тест стимуляции ХГЧ; не наблюдается повышения уровня тестостерона и дигидротестостерона в сыворотке. При гипоплазии клеток Лейдига II типа уровень тестостерона может быть как повышен, так и быть в норме.
В любом случае, диагноз подтверждается биопсией яичек с выявлением либо отсутствующих, либо гипопластических клеток Лейдига. Внутренняя часть яичка будет сероватой и слизистой, что говорит о остановленном сперматогенезе и присутствие клеток Сертоли. Диагноз также может быть подтвержден путем поиска мутаций в гене рецептора ЛГ.
Диагноз гипоплазии клеток Лейдига обычно ставится в неонатальном периоде после обнаружения гениталий промежуточного типа или в период полового созревания, когда вторичные половые признаки не развиваются. Период полового созревание является наиболее распространенным временем для диагностики гипоплазии клеток Лейдига.

## Лечение
Если у пациента мужская гендерная идентичность, то пациента с гипоплазией клеток Лейдига можно лечить заместительной гормональной терапией (то есть андрогенами), которая приведет к нормальному половому развитию и устранению большинства симптомов. В случае когда пациент идентифицирует себя как женщина, вместо этого следует назначать эстрогены.